# 天蝎座V900
天蝎座V900，又名CD-4111021，HD 152235、SAO 227374、HR 6261，是天蝎座的一颗恒星，视星等为6.32，位于銀經343.31，銀緯1.1，其B1900.0坐标为赤經16h 46m 57s，赤緯-41° 1.1′ 40″。